# Alopochen kervazoi
El ganso de Reunión (Alopochen kervazoi) es una especie extinta de ave anseriforme de la familia de las anátidas endémica de la isla de Reunión, actualmente conocida solo por subfósiles. Existen notas sobre la existencia de gansos en la isla en 1619 (Nontekoe) y 1671 (Dubois), pero hacia 1710 la especie fue dada por extinta por Boucher. Se cree que habitaba lagos y sistemas dulceacuícolas de la isla. Su extinción se debió probablemente debido a la caza y la destrucción de su hábitat.